# Haddal
Haddal este o localitate din comuna Ulstein, provincia Møre og Romsdal, Norvegia.